# Hadji Panglima Tahil
Hadji Panglima Tahil é um município de  sexta classe de renda municipal (d) na província Sulu, nas Filipinas. De acordo com o censo de 1 de maio  de  2020 possui uma população de 7 906 pessoas e 1 372 domicílios.